# Hanvoile
Hanvoile és un municipi francès, situat al departament de l'Oise i a la regió dels Alts de França. L'any 2007 tenia 581 habitants.

## Demografia

### Població
El 2007 la població de fet de Hanvoile era de 581 persones. Hi havia 202 famílies de les quals 40 eren unipersonals (4 homes vivint sols i 36 dones vivint soles), 45 parelles sense fills, 105 parelles amb fills i 12 famílies monoparentals amb fills.
La població ha evolucionat segons el següent gràfic:
Habitants censats

### Habitatges
El 2007 hi havia 251 habitatges, 212 eren l'habitatge principal de la família, 26 eren segones residències i 12 estaven desocupats. 243 eren cases i 8 eren apartaments. Dels 212 habitatges principals, 179 estaven ocupats pels seus propietaris, 30 estaven llogats i ocupats pels llogaters i 3 estaven cedits a títol gratuït; 11 tenien dues cambres, 22 en tenien tres, 60 en tenien quatre i 119 en tenien cinc o més. 167 habitatges disposaven pel capbaix d'una plaça de pàrquing. A 83 habitatges hi havia un automòbil i a 111 n'hi havia dos o més.

### Piràmide de població
La piràmide de població per edats i sexe el 2009 era:
| Homes | Edats   | Dones |
| ----- | ------- | ----- |
| 0     | 95 o +  | 0     |
| 0     | 90 a 94 | 0     |
| 0     | 85 a 89 | 4     |
| 0     | 80 a 84 | 4     |
| 8     | 75 a 79 | 8     |
| 8     | 70 a 74 | 8     |
| 8     | 65 a 69 | 12    |
| 8     | 60 a 64 | 4     |
| 12    | 55 a 59 | 12    |
| 12    | 50 a 54 | 8     |
| 20    | 45 a 49 | 24    |
| 16    | 40 a 44 | 16    |
| 28    | 35 a 39 | 20    |
| 32    | 30 a 34 | 20    |
| 12    | 25 a 29 | 24    |
| 4     | 20 a 24 | 8     |
| 20    | 15 a 19 | 8     |
| 24    | 10 a 14 | 32    |
| 8     | 5 a 9   | 28    |
| 12    | 0 a 4   | 28    |

## Economia
El 2007 la població en edat de treballar era de 383 persones, 305 eren actives i 78 eren inactives. De les 305 persones actives 280 estaven ocupades (155 homes i 125 dones) i 24 estaven aturades (13 homes i 11 dones). De les 78 persones inactives 18 estaven jubilades, 35 estaven estudiant i 25 estaven classificades com a «altres inactius».

### Ingressos
El 2009 a Hanvoile hi havia 225 unitats fiscals que integraven 627,5 persones, la mediana anual d'ingressos fiscals per persona era de 18.098 €.

### Activitats econòmiques
Dels 11 establiments que hi havia el 2007, 6 eren d'empreses de construcció, 1 d'una empresa de comerç i reparació d'automòbils, 1 d'una empresa de serveis, 1 d'una entitat de l'administració pública i 2 d'empreses classificades com a «altres activitats de serveis».
Dels 7 establiments de servei als particulars que hi havia el 2009, 1 era un paleta, 1 fusteria, 2 lampisteries, 2 electricistes i 1 perruqueria.
L'any 2000 a Hanvoile hi havia 7 explotacions agrícoles que ocupaven un total de 360 hectàrees.

## Equipaments sanitaris i escolars
El 2009 hi havia una escola elemental integrada dins d'un grup escolar amb les comunes properes formant una escola dispersa.

## Poblacions més properes
El següent diagrama mostra les poblacions més properes.